# Phymatoceros
Phymatoceros je relativno noviji biljni rod koji čini samostalnu porodicu Phymatocerotaceae i red Phymatocerotales unutar razreda Anthocerotopsida. Postoje tri vrste opisane 2000-tih godina. Prvi puta je vrsta Phymatoceros bulbiculosus opisana pod imenolm Anthoceros bulbiculosus još 1804/5 godine, a nakon toga ju je Johannes Max Proskauer svrstao u rod Phaeoceros, koji pripada porodici Notothyladaceae. Vrsta Phymatoceros minutus je 1877. opisana kao Anthoceros minutus Mitt., i Phymatoceros phymatodes 1898. kao Anthoceros phymatodes M. Howe .
Vrste ovog roda raširene su po Europi, Aziji, Africi i Sjevernoj Americi.

## Vrste
1. Phymatoceros bulbiculosus (Brot.) Stotler, W.T. Doyle & Crand.-Stotl.
2. Phymatoceros minutus (Mitt.) Hässel
3. Phymatoceros phymatodes (M. Howe) R.J. Duff, J.C. Villarreal, Cargill & Renzaglia